# 埃内斯特·富尔诺
埃内斯特·富尔诺（法語：Ernest Fourneau，1872年10月4日—1949年8月5日）是法国药物化学的奠基人。曾任普朗兄弟研究所所长（1903至1911年），巴斯德研究所药物化学实验室部门主管（1911年至1944年），罗纳-普朗制药厂实验室的主任（1946年-1949年）。他最重要的发现是制得了斯妥乏因（它的发明者的名字的英文化）——第一种局部麻醉合成药剂，以及研发乙酰胂胺——抗梅毒的砷的衍生物，和阐明205 Bayer的结构，它能有效抵御非洲锥虫病。他还发现磺胺类药物的治疗特性，在他的指导下这类研究达到了高潮。